# Sierebrjanskaja kraftverk 1
Sierebrjanskaja kraftverk 1 (ryska: Серебрянская ГЭС-1) är ett ryskt vattenkraftverk i Voronja i Murmansk oblast, Ryssland.
Bygget startade 1964 och kraftverket invigdes 1970. Det ägs och drivs av det ryska energiföretaget TGK-1, ett dotterbolag till Kolskenergo (Kola energi). 
Sierebrjanskaja kraftverk 1 kraftverk dämmer Voronja och ger upphov till Sierebrjanskaja övre reservoaren, fallhöjden blir 75 meter. Det har tre kaplanturbiner med en installerad effekt av totalt 205 MW.